# ژان-آنری فابر
ژان-آنری فابر (فرانسوی: Jean-Henri Fabre‎؛ ۲۲ دسامبر ۱۸۲۳ – ۱۱ نوامبر ۱۹۱۵) یک دانشمند در زمینه حشره‌شناسی اهل فرانسه بود. او در سال ۱۸۷۹ میلادی نخستین کتاب خود دربارهٔ حشره‌شناسی را منتشر کرد.

## گزیده آثار
- زندگی حشرات -
- شیمی کشاورزی - ۱۸۶۲
- زمین - ۱۸۶۵
- آسمان - ۱۸۶۷
- داستان علمی عمو پل -۱۸۶۹
- سخنرانی در جانورشناسی -۱۸۸۲
- تاریخ طبیعی - ۱۸۸۹